# 栄螺鬼

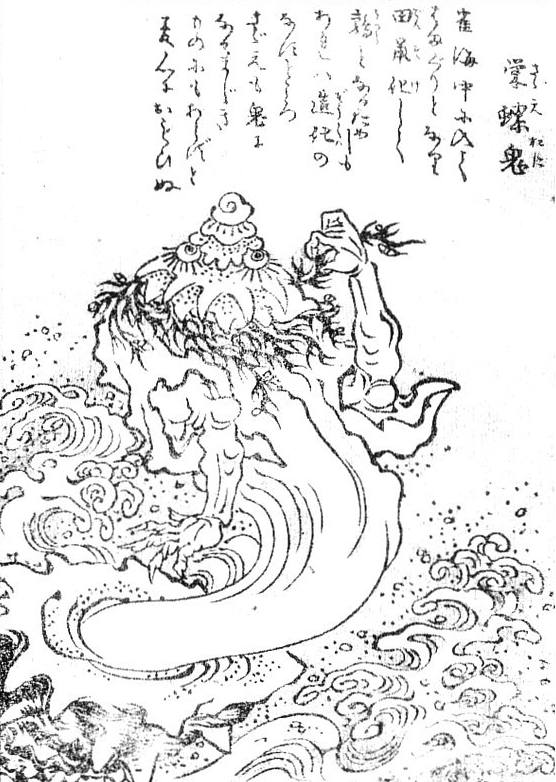
鳥山石燕『百器徒然袋』より「栄螺鬼」

水木しげるロードに設置されている「さざえ鬼」のブロンズ像

栄螺鬼（さざえおに）は、鳥山石燕による妖怪画集『百器徒然袋』にある日本の妖怪の一つで、サザエの妖怪。

## 概要
人間のような両腕を持ち貝の蓋の部分に目のついたサザエの姿が描かれている。解説文では「雀海中に入てはまぐりとなり、田鼠化して鶉となる」という中国の『礼記』からの引用された造化の不思議をあらわした文が示されており、石燕は『礼記』にあるようにスズメがハマグリになりネズミがウズラになるならばサザエも鬼になるとして、この妖怪を描いたものと考えられる。また、『百鬼夜行絵巻』のいくつか（東京国立博物館蔵など）には、石燕の栄螺鬼とよく似た姿勢のサザエの妖怪がハマグリの子供の妖怪の手を引く姿が描かれている。

## 昭和・平成以降
鳥山石燕の描いた栄螺鬼との関連は無いと見られているが、以下のような伝承が昭和以後の書籍には見られる（出典である『妖怪魔神精霊の世界』は共著者に山田野理夫が名を連ねており、山田は本来伝承が存在しない石燕の妖怪の伝承を多数創作したことで有名である）。
房総半島の伝承では、一人旅の女性が宿を借りに来るのは栄螺鬼が化けたものとされ、泊めた家は亭主を取られるといって恐れられたという。また紀伊国（和歌山県）の波切の伝承では、かつて海で溺れていた美女を海賊が見つけ、下心をもって助け上げ、海賊たち皆で女を犯したが、実は女は栄螺鬼が化けたものであり、海賊たちの睾丸をすべて食いちぎってしまった。海賊は睾丸を取り戻すため、栄螺鬼に莫大な黄金を支払ったという。

## 類例
サザエではないが、似た妖怪にアワビの怪物がいる。『房総志料』「上総の二」によれば、千葉県御宿町岩和田海岸に巨大アワビの怪物が出没するという。これに触れると海が荒れるという。漁師の男に恋した女（アワビの怪物が化けたもの）が漁に出させないようにするため海を荒れさせるとも伝えられている。